# Dichlor(methyl)silan
Dichlor(methyl)silan ist eine siliciumorganische Verbindung aus der Gruppe der Silane, die bei der Herstellung von Silikonkautschuk eine wichtige Rolle spielt.

## Gewinnung und Darstellung
Gewonnen werden kann Dichlor(methyl)silan durch Hydrosilylierung von Alkenen und Alkinen und Kontakt mit Metallochlorverbindungen.

## Eigenschaften
Dichlor(methyl)silan ist eine leichtentzündliche, farblose Flüssigkeit mit stechendem Geruch und gehört zur Gruppe der halogenierte organischen Silane. Die Dampfdruckfunktion ergibt sich nach Antoine entsprechend ln(P) = A−(B/(T+C)) (P in bar, T in K) mit A = 4,17332, B = 1179 und C = −31 im Temperaturbereich von 275 bis 314 K. Es bildet leicht entzündliche Dampf-Luft-Gemische. Die Verbindung hat einen Flammpunkt bei −32 °C. Der Explosionsbereich liegt zwischen 2,4 Vol.‑% als untere Explosionsgrenze (UEG) und 55 Vol.‑% als obere Explosionsgrenze (OEG). Die Normspaltweite wurde mit 0,42 mm bestimmt. Es resultiert damit eine Zuordnung in die Explosionsgruppe IIC. Die Zündtemperatur liegt oberhalb von 316 °C. Der Stoff fällt somit in die Temperaturklasse T2.

## Verwendung
Dichlor(methyl)silan ist ein Zwischenprodukt bei der Synthese von Silikonkautschuken und funktionalisierten Organosilanen.

## Sicherheitshinweise
Dichlor(methyl)silan reagiert heftig mit Wasser. Es zersetzt sich bei Verbrennung oder Erhitzung zu giftigen Stoffen (u. a. Phosgen).